# Adyar, Chennai
Adyar sau Adayar este un cartier mare din partea de sud a orașului Chennai (anterior Madras), Tamil Nadu, India. El este situat pe malul sudic al râului Adyar, fiind delimitat de Canalul Buckingham la vest, Tiruvanmiyur la sud și Besant Nagar la est. Adyar este unul dintre cele mai scumpe cartiere din Chennai, valoarea proprietăților fiind de patru ori mai mare decât valoarea unor proprietăți de dimensiuni similare din partea de nord a orașului Chennai.

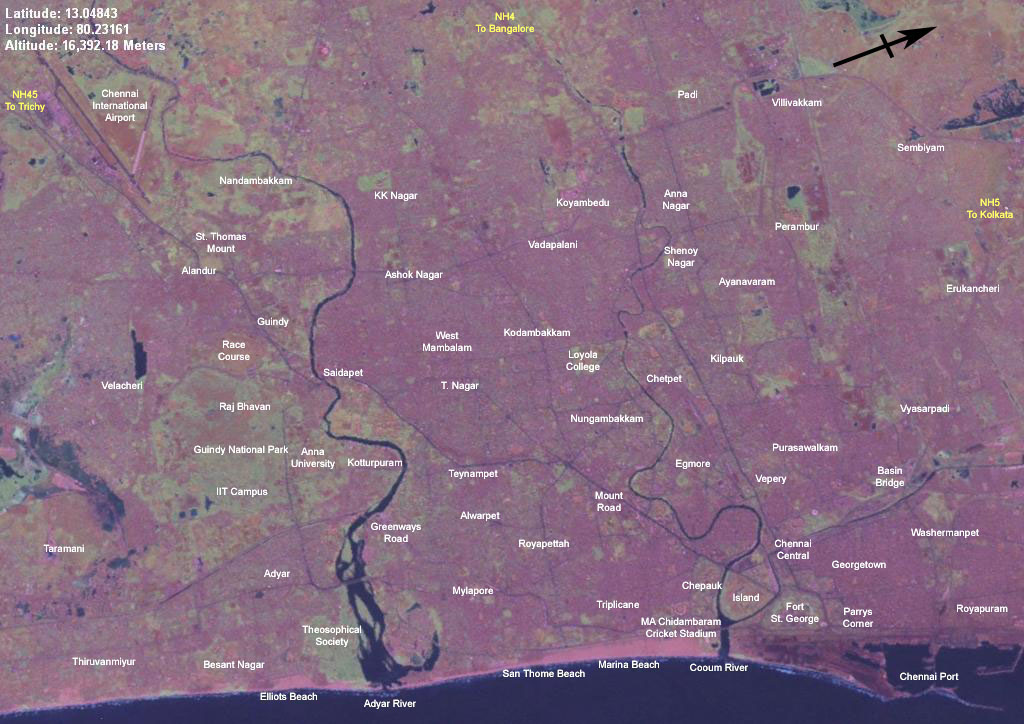
Adyar este situat pe o câmpie de coastă plană, în apropierea râului Adyar

## Istoric

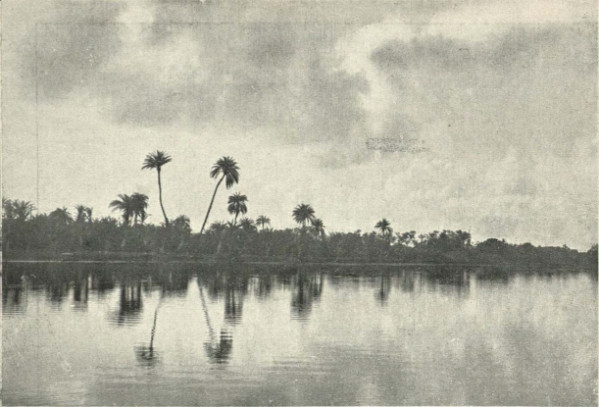
Râul Adyar, c. 1905

Numele cartierului provine de la râul Adyar care curge prin partea sa nordică. Adyar și cartierul vecin Guindy a fost folosit ca teren de vânătoare de către funcționarii și ofițerii britanici de la Fort St. George începând de prin 1680, deși Adyar este menționat pentru prima dată ca o suburbie a Madrasului abia pe o hartă din anul 1740, când britanicii au cumpărat satul și l-au integrat în zona metropolitană Madras.
Adyar a început să se dezvolte rapid la începutul secolului al XX-lea, ca urmare a stabilirii aici în 1883 a sediului Societății Teozofice de doamna Helena Blavatsky în 1883. După stabilirea sediului Societății Teozofice, Rukmini Devi Arundale a fondat aici în anul 1936 Kalakshetra, o organizație culturală de promovare a culturii și artelor tradiționale. Recensământul din 1931 menționa Adyar-ul ca un sat zamindari din districtul Chengalpet. Adyar a fost inclus în metropola Chennai în 1948. 

### Localități
Localitățile suburbane componente ale Adyar-ului sunt Gandhi Nagar, Kasturibai Nagar, Nehru Nagar, Indira Nagar, Venkatarathnam Nagar, Padmanabha Nagar, Bhaktavatsalam Nagar, Parameshwari Nagar, Jeevaratnam Nagar, Shastri Nagar, Karpagam Gardens, Besant Nagar și Arunachalapuram.